# Равенатова космографија
Равенска космографија (латински: Ravennatis Anonymi Cosmographia) је био итинерар кога је у Равени око 700. године саставио непознати аутор.

## Итинерар
Равенатова космографија настала је око 700. године. Овај итинерар доноси списак више од 5300 насеља и скоро 300 река. Мора су приказана са најзначајнијим острвима. Неки извори које помиње непознати аутор итинерара плод су легенди или фикција. Чини се да се аутор изразито ослањао на податке са Појтингерове табле или са неког сличног документа. За прикупљање информација му је, могуће, послужила и Птолемејева Географија, а сам аутор помиње и готске научнике Атханарида, Хелдебалда и Маркомира.
Постоје три познате копије космографије. Један примерак из 14. века чува Ватиканска библиотека, у Паризу се у Националној библиотеци налази примерак из 13. века, а трећа се налази на универзитету у Базелу, такође из 14. века.
Ватиканска копија је била коришћена као извор за прво објављивање рукописа 1688. године.
Сва три примерка су писана другачије и разликују се у неким појединостима што је главни показатељ проблема у раду са текстом, што је случај са Британијом. 
У одељку који покрива Британију налази се укупно 315 имена. Сва три рукописа слажу се у правопису за 200 имена. Базелски и ватикански документи слажу се у писању додатних 50 имена, а постоје још 33 заједничка за базелске и париске документе, и још 17 који се појављују у париским и ватиканским документима. Постоји 8 имена за која не постоји сагласност између три извора, а 7 имена недостаје у париској копији тамо где се друга два слажу.